# (4580) Child
(4580) Child ist ein Asteroid des Hauptgürtels, der am 4. März 1989 von der US-amerikanischen Astronomin Eleanor Helin am Palomar-Observatorium (IAU-Code 675) in Kalifornien entdeckt wurde.
Der Himmelskörper ist nach dem US-amerikanischen Amateurastronomen Jack B. Child benannt.